# Lars Olsen
Lars Christian Olsen (Glostrup község, 1961. február 2. –) dán válogatott labdarúgó, edző.

## Fordítás
- Ez a szócikk részben vagy egészben  a   Lars Olsen című angol Wikipédia-szócikk fordításán alapul.  Az eredeti cikk szerkesztőit annak laptörténete sorolja fel. Ez a jelzés csupán a megfogalmazás eredetét és a szerzői jogokat jelzi, nem szolgál a cikkben szereplő információk forrásmegjelöléseként.